# Forte do Pessegueiro e Forte na Ilha do Pessegueiro

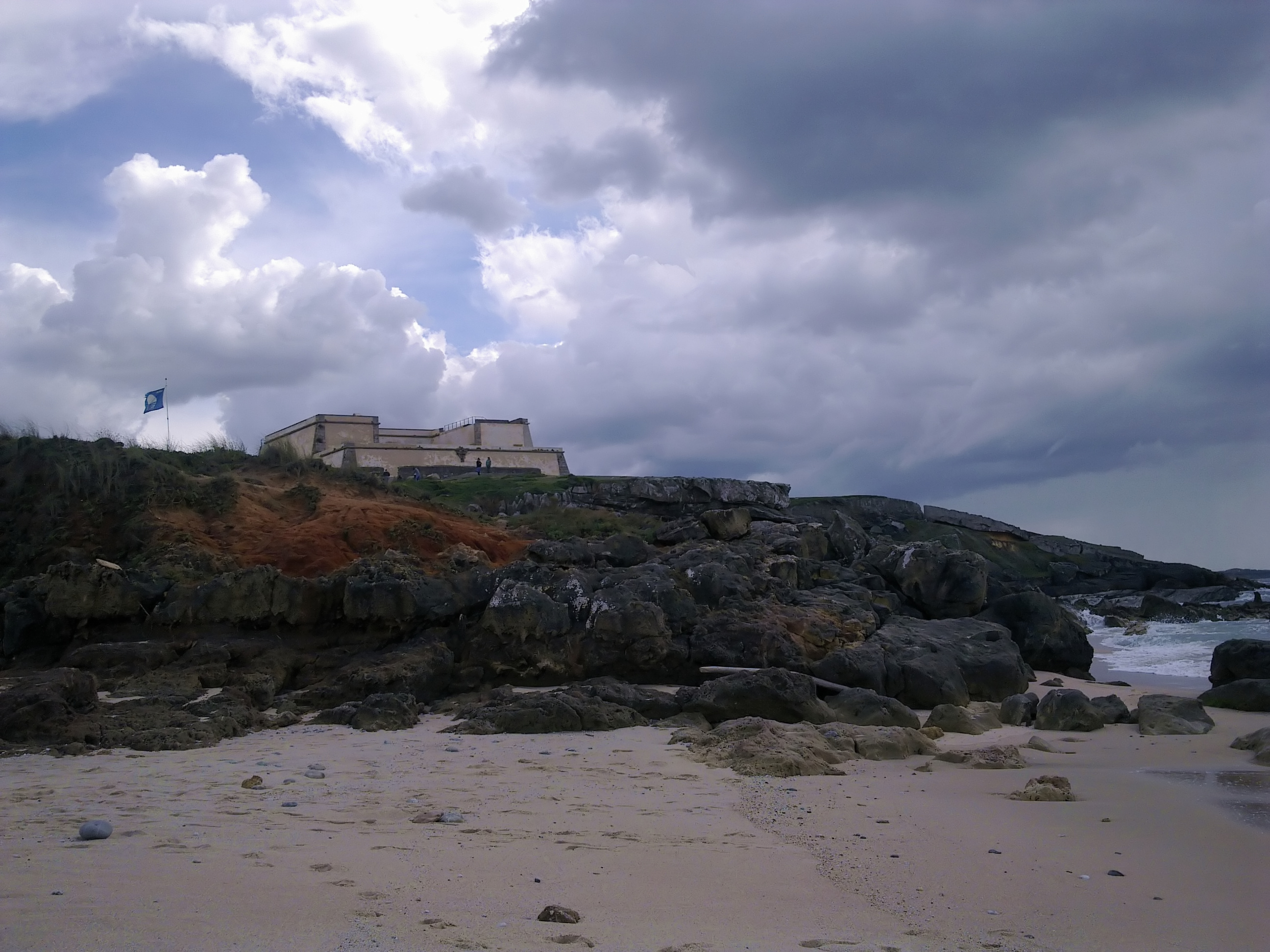
Forte de Nossa Senhora da Queimada.

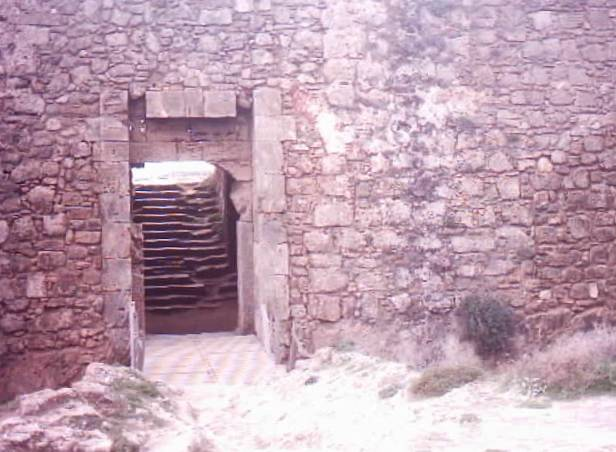
Portal de entrada do forte continental, em 2011.

O Forte da Ilha do Pessegueiro, também conhecido como Forte da Ilha de Fora ou Forte de Santo Alberto do Pessegueiro, localiza-se na costa alentejana, na ilha do Pessegueiro, na freguesia de Porto Covo, município de Sines, distrito de Setúbal, em Portugal.
Cruzava fogos, no continente, com outro forte marítimo, o Forte do Pessegueiro, também conhecido o Forte de Nossa Senhora da Queimada do Pessegueiro, Forte da Praia do Pessegueiro ou Forte da Ilha de Dentro, em posição dominante sobre a praia do Pessegueiro.
Ambos faziam parte de um projeto maior de defesa da Costa Vicentina, que compreendia um porto artificial ao abrigo de um molhe de pedra que ligaria a ilha do Pessegueiro à ilhota fronteira (penedo do Cavalo) e esta ilhota ao continente. Atualmente encontram-se compreendidos na área do Parque Natural do Sudoeste Alentejano e Costa Vicentina.
Ambos os fortes estão classificado como Imóvel de Interesse Público desde 1957. O forte continental foi considerado por Ricardo Pereira, arquitecto da Câmara Municipal de Sines, como «uma obra magnífica de finais do século XVII» que domina «toda aquela praia e a ilha em frente».

## Descrição
Este conjunto defensivo é formado por duas fortificações, uma situada na Ilha do Pessegueiro, e outra no lado terrestre, em posição oposta no canal que separa a ilha do continente. Ambos os fortes estavam inseridos no sistema de defesa da faixa costeira alentejana.

### Forte do Pessegueiro
Esta fortificação, igualmente conhecida como Forte de Nossa Senhora da Queimada, assenta num declive rochoso na área Sul da praia. Foi construído sobre uma duna consolidada, numa formação quaternária.
Apresenta uma planta de forma poligonal estrelada, com uma bateria virada para o oceano e dois baluartes poligonais. No interior apresenta um conjunto de edifícios unidos em forma de U, com cobertura em terraço. Estes compartimentos incluíam casernas e uma capela, dedicada a Nossa Senhora da Queimada. O forte é rodeado por um fosso, que é por seu turno limitado no exterior por um muro.

### Forte da Ilha do Pessegueiro
Este imóvel também é conhecido como Forte de Santo Alberto ou Forte da de Ilha de Dentro, e encontra-se no centro da Ilha do Pessegueiro, a Norte da outra fortificação.

## História

### Antecedentes
Tanto a ilha como a faixa de terra no outro lado do canal foram ocupados desde épocas muito remotas. No caso do forte continental, foram ali encontrados vestígios de indústrias líticas, provavelmente do período paleolítico, enquanto que na ilha foram descobertos indícios da Idade do Ferro. Nas imediações do forte continental foram identificadas as ruínas de um povoado das Idades do Bronze e Ferro, com uma necrópole associada.

### A construção dos fortes
O forte continental começou a ser construído em 1588, enquanto que 1603 foi ordenada a construção do forte insular, durante o período do domínio filipino de Portugal. Foi o maior empreendimento no âmbito do programa de defesa da costa alentejana, que então estava a ser assolada por piratas e corsários magrebinos, franceses, holandeses e britânicos. Os trabalhos começaram a cargo do engenheiro militar italiano Filipe Terzio, tendo sido continuadas, a partir de 1590, por Alexandre Massai. Ambas as fortalezas não chegaram a ser concluídas, embora a parte inacabada do imóvel continental tenha sido aproveitada para a construção de um novo forte, cujas obras se iniciaram em 1680 ou 1690, e que tinha igualmente como finalidade proteger aquele trecho da costa contra as investidas dos piratas e corsários.

### Séculos XVIII e XIX
O forte foi utilizado até aos princípios do século XVIII. Sofreu graves danos no Sismo de 1755. Em 1880 passou a ser utilizado pela Guarda Fiscal, função que manteve até 1942, quando foi deixado ao abandono.

### Séculos XX e XXI
Classificado como Monumento Nacional pelo Decreto nº 41.191 de 18 de Julho de 1957 e como Imóvel de Interesse Público pelo Decreto nº 735, de 21 de Dezembro de 1974, entre 1983 e 1985 foram-lhe procedidas obras de consolidação e de beneficiação da estrutura por iniciativa da Direcção-Geral dos Edifícios e Monumentos Nacionais (DGEMN), especificamente a nível dos paramentos exteriores do baluarte esquerdo e da zona central, na zona da porta de entrada, tendo se procedido ainda à reconstrução de zonas ruídas ou em riscos de desprendimento.[carece de fontes?]
Entre 1983 e 1985 o forte continental foi alvo de de obras de restauro e beneficiação, por parte da Direcção-Geral dos Edifícios e Monumentos Nacionais. Em 1989 um dos fortes foi alvo de trabalhos arqueológicos, coordenados por Carlos Manuel Lindo Tavares da Silva, feitos no âmbito da criação da carta arqueológica da região de Setúbal. Na década de 1990, a administração do Parque Natural começou a preparar a realização de obras de restauro no forte, mas estes planos foram suspensos em 1997, sem terem sido executados.
Em 2004, o historiador António Martins Quaresma alertou para o mau estado em que se encontrava o forte continental, principalmente o terraço principal, e a pilastra que sustinha a abóbada sobre o portal de entrada. Também nesse ano, o organismo do Parque Natural do Sudoeste Alentejano e Costa Vicentina apresentou um programa para a valorização do monumento, que iria incluir a instalação de um parque de estacionamento, obras de consolidação nas arribas, e a construção de um centro interpretativo para o património arqueológico e natural. Em 2006 foi assinado um acordo de colaboração entre a Câmara Municipal de Sines e o Instituto de Conservação da Natureza para a realização de obras de restauro no forte, tendo o município sido responsável pela organização e realização das obras em si, enquanto que o instituto iria cobrir a maior parte das despesas, calculadas em cerca de 200 mil Euros. Em Novembro de 2007, o forte foi encerrado ao público devido às más condições de conservação, encontrando-se então em risco de derrocada e tendo sido alvo de vandalismo. As obras já tinham sido adjudicadas em Setembro desse ano, e iniciaram-se nos primeiros dias de Janeiro de 2008, tendo sido concluídas em Setembro de 2008. Esta intervenção teve como finalidade melhorar as condições de estabilidade da fortaleza e das arribas sobre as quais assenta, que estavam a ser ameaçadas pela erosão marítima, e incluiu o reforço das paredes, pavimentos, terraços e das coberturas. Parte do processo de restauro foi feito através da aplicação de reboco nas paredes do monumento, pelo que foi necessário fazer uma limpeza prévia daquelas áreas, com recursos a ar comprimido e água. Segundo o então presidente da Câmara Municipal, Manuel Coelho, para assegurar o futuro ao monumento seria necessário que passasse a ter uma função «nobre», realçando a sua integração nos vários programas turísticos que estavam planeados para a freguesia de Porto Covo. Revelou que para proceder à sua recuperação total seria preciso um investimento de cerca de 2,5 milhões de Euros, tendo planeado a apresentação de uma candidatura de financiamento como parte do Quadro de Referência Estratégica Nacional.
No entanto, mesmo após as obras o forte continuou a sofrer de problemas de conservação. Em 26 de Setembro de 2009 foi alvo de uma visita guiada por parte de António Martins Quaresma, organizada pela autarquia no âmbito das Jornadas Europeias do Património. O novo presidente da autarquia de Sines, Ricardo Pereira, comentou então à Agência Lusa que «se não fosse esta câmara, o forte já tinha ruído», acrescentando que «estas obras foram pagas pela câmara, mas quem as devia ter feito era o Estado, que é o proprietário do imóvel, que ainda por cima é um imóvel classificado como de interesse público», e que «é preciso fazer muito mais e para isso é necessário sensibilizar o proprietário do edifício, que é o Ministério das Finanças, de que temos de descobrir uma utilização que seja compatível com a conservação do edifício e com a visita». Referiu que a autarquia estava a tentar estabelecer uma parceria público-privada para garantir o futuro do forte: «Queremos que haja um entendimento para que aquela fortaleza edificada tenha fins de alguma nobreza, mas também tenha usos ligados ao turismo». Esta solução foi apoiada por António Quaresma, que comentou que o monumento «tem grande capacidade de responder a algumas necessidades de turismo cultural», complementando o «turismo de sol e praia que se faz nesta costa e no litoral do Porto Covo».
Em 16 de Janeiro de 2020, o portal noticioso O Digital reportou que a empresa Polis Litoral Sudoeste – Sociedade para a Requalificação e Valorização do Sudoeste Alentejano e Costa Vicentina tinha recentemente lançado um concurso público para o programa de valorização e qualificação da Praia da Ilha do Pessegueiro, que iria incluir a reorganização e requalificação das bolsas de estacionamento, permitindo desta forma um enquadramento mais favorável em relação ao forte. Em 23 de Julho desse ano, decorreu no Forte do Pessegueiro a cerimónia de apresentação dos órgãos sociais que constituíam a nova Secção Regional do Alentejo da Ordem dos Arquitectos. Em Março de 2023, o Forte da Ilha do Pessegueiro foi temporariamente aberto ao público, no âmbito da iniciativa Semana ID, organizada pela Associação Rota Vicentina. Em Junho desse ano, uma delegação de deputados do Partido Socialista estiveram no Forte do Pessegueiro, como parte de uma visita à freguesia de Porto Corvo.

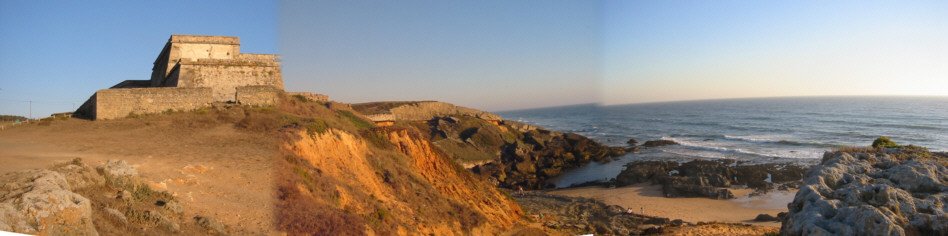
Forte de Nossa Senhora da Queimada.